# 薩莫伊洛夫卡區

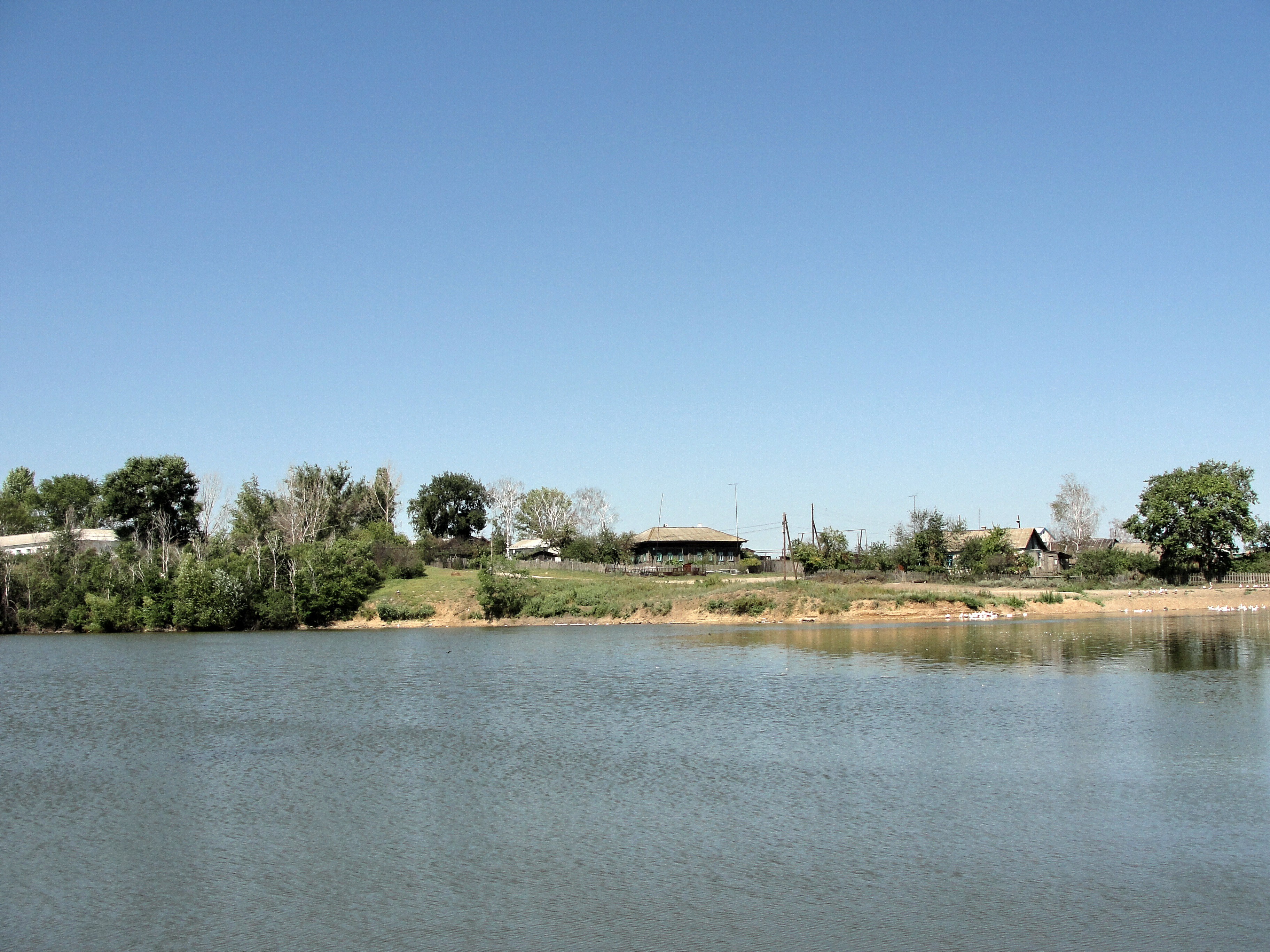

51°10′41″N 43°41′50″E / 51.17806°N 43.69722°E
薩莫伊洛夫卡區（俄语：Самойловский район），是俄羅斯的一個區，位於該國西南部，由薩拉托夫州負責管轄，面積2,500平方公里，2010年人口21,451，人口密度每平方公里8.58人。